# Rod McKuen
Rodney Marvin McKuen (29 de abril de 1933 – 29 de janeiro de 2015) foi um poeta, cantor, e compositor americano. Ele foi um dos poetas mais vendidos nos Estados Unidos no final dos anos 1960. Ao longo de sua carreira, McKuen produziu uma ampla gama de gravações, que incluíam música popular, poesia falada, trilhas sonoras de filmes e música clássica. Ele recebeu duas indicações ao Oscar por suas composições musicais. As traduções e adaptações de McKuen das canções de Jacques Brel foram fundamentais para trazer o compositor belga à proeminência no mundo de língua inglesa. Sua poesia trata de temas de amor, mundo natural e espiritualidade. As canções de McKuen venderam mais de 100 milhões de gravações em todo o mundo, e 60 milhões de livros de sua poesia também foram vendidos.

## Primeiros anos
McKuen nasceu como Rodney Marvin Woolever em 29 de abril de 1933, em um albergue do Exército da Salvação em Oakland, Califórnia para Clarice Woolever. De acordo com o The New York Times, ele tinha "duas certidões de nascimento, cada uma com datas conflitantes e soletrando o nome de seu pai de maneiras diferentes". Ele nunca conheceu seu pai biológico, que havia deixado sua mãe. Abusado sexual e fisicamente por parentes, criado por sua mãe e seu padrasto, que era um alcoólatra violento, McKuen fugiu de casa. Ele vagou ao longo da Costa Oeste, sustentando-se como ajudante de fazenda, agrimensor, ferroviário, lenhador, cowboy de rodeio, dublê e disc jockey de rádio, sempre enviando dinheiro para sua mãe.
Em algum momento, ele começou a usar o nome "McKuen" como a melhor aproximação do que ele pensava ser o nome de seu pai. Sua mãe lhe disse que o nome de seu pai era “Mac” McKuen (embora ela não tivesse certeza de como se escrevia). Mais tarde na vida, McKuen contratou uma agência de detetives para tentar localizar seu pai. De acordo com o The New York Times, "quer ele tenha encontrado seu pai ou não, pelo menos ele (e os detetives) encontraram um homem falecido há 10 anos que o satisfaz - Rodney Marion McKune, um madeireiro em Utah, casado duas vezes (a última vez para uma mulher 20 anos mais velha), que no final de sua vida era um homem do gelo em Santa Mônica, Califórnia, a 32 quilômetros de onde McKuen morava. Nenhum parente deste McKune se lembra dele fazendo uma viagem de Utah a Oakland naquele verão de 1932, quando o autor foi concebido, mas um clérigo mórmon lembra-se de ter feito uma viagem para lá com ele em 1931 ou 1932."
Para compensar a falta de educação formal, McKuen começou a manter um diário, que resultou em suas primeiras poesias e letras de músicas. Depois de abandonar a Oakland Technical High School antes de se formar em 1951, McKuen trabalhou como colunista de jornal e redator de roteiro de propaganda durante a Guerra da Coreia. Estabeleceu-se em São Francisco, onde leu sua poesia em clubes ao lado de poetas Beat como Jack Kerouac e Allen Ginsberg. Ele começou a se apresentar como cantor folk no famoso Purple Onion. Com o tempo, ele começou a incorporar suas próprias músicas em sua atuação. Ele assinou contrato com a Decca Records e lançou vários álbuns pop no final dos anos 1950. McKuen também apareceu como ator em Rock, Pretty Baby (1956), Summer Love (1958) e no faroeste Wild Heritage (1958). Ele também cantou com a banda de Lionel Hampton. Em 1959, McKuen mudou-se para a Cidade de Nova Iorque para compor e reger músicas para o programa de TV The CBS Workshop. McKuen apareceu em To Tell the Truth em 18 de junho de 1962, como um competidor isca e se descreveu como "um poeta publicado e um cantor twist".

## Descobrindo Jacques Brel
No início da década de 1960, McKuen mudou-se para a França, onde conheceu o cantor, compositor e cantor chanson belga Jacques Brel. McKuen começou a traduzir a obra deste compositor para o inglês, o que deu origem à canção "If You Go Away" - um padrão pop internacional - baseada em "Ne me quitte pas" de Brel. McKuen traduziu a canção "Le Moribond" de Brel vagamente para "Seasons in the Sun", e o grupo folkbeat britânico The Fortunes alcançou as paradas com a canção na Holanda em 1969. Em 1974, o cantor Terry Jacks transformou "Seasons in the Sun" de McKuen em um dos melhores - sucesso pop de vendas, e também alcançou um cover de "If You Go Away". McKuen também traduziu canções de outros compositores franceses, incluindo Georges Moustaki, Gilbert Bécaud, Pierre Delanoë e Michel Sardou.
Em 1978, após ouvir sobre a morte de Brel, McKuen foi citado como tendo dito: "Como amigos e como colaboradores musicais, viajamos, fizemos turnês e escrevemos - juntos e separados - os acontecimentos de nossas vidas como se fossem canções, e acho que eram. Quando chegou a notícia da morte de Jacques, fiquei trancado em meu quarto e bebi por uma semana. Esse tipo de autopiedade era algo que ele não teria aprovado, mas tudo que pude fazer foi repetir nossas músicas (nossos filhos) e ruminar sobre nossa vida inacabada juntos."

## Poesia
No final da década de 1960, McKuen começou a publicar livros de poesia, conquistando seguidores substanciais entre os jovens com coleções como Stanyan Street & Other Sorrows (1966), Listen to the Warm (1967), e Lonesome Cities (1968). Seu álbum de leituras Lonesome Cities ganhou um Grammy Award de Melhor Gravação de Palavras Faladas em 1968. Os poemas de McKuen foram traduzidos para onze idiomas e seus livros venderam mais de 1 milhão de cópias somente em 1968. McKuen disse que sua poesia mais romântica foi influenciada pelos dois livros de poemas do poeta americano Walter Benton. McKuen vendeu mais de 60 milhões de livros em todo o mundo, de acordo com a Associated Press.

## Composição
McKuen escreveu mais de 1.500 canções e lançou até 200 álbuns que representaram a venda de mais de 100 milhões de discos em todo o mundo, de acordo com a Associated Press. Suas canções foram interpretadas por diversos artistas como Robert Goulet, Glenn Yarbrough, Barbra Streisand, Perry Como, Petula Clark, Waylon Jennings, a Orquestra Boston Pops, Chet Baker, Jimmie Rodgers, Johnny Cash, Pete Fountain, Andy Williams, The Kingston Trio, Percy Faith, a Orquestra Filarmônica de Londres, Nana Mouskouri, Daliah Lavi, Dusty Springfield, Johnny Mathis, Al Hirt, Greta Keller, Aaron Freeman, e Frank Sinatra.
Em 1959, McKuen lançou seu primeiro single inovador com Bob McFadden, sob o pseudônimo de Dor no selo Brunswick, chamado "The Mummy". A canção escrita por McKuen alcançou a posição 39 na parada pop da Billboard. Em 1961, ele lançou um single de sucesso intitulado "Oliver Twist". Ele co-escreveu junto com Gladys Shelley e o single lançado pela gravadora Spiral alcançou a posição 76 na parada pop da Billboard. Sua voz rouca e gutural nessas e em outras gravações foi o resultado de McKuen ter tensionado suas cordas vocais em 1961 devido a muitas aparições promocionais.
Ele colaborou com vários compositores, incluindo Henry Mancini, John Williams e Anita Kerr. Suas sinfonias, concertos e outras obras orquestrais foram executadas por orquestras em todo o mundo. Seu trabalho como compositor na indústria cinematográfica lhe rendeu duas indicações ao Oscar por The Prime of Miss Jean Brodie (1969) e A Boy Named Charlie Brown (1969), e suas outras trilhas sonoras de filmes incluíram Joanna (1968), Me, Natalie (1969), Scandalous John (1971), The Borrowers (1973) e Emily (1976). A contribuição de McKuen para A Boy Named Charlie Brown, o primeiro longa-metragem de animação baseado na história em quadrinhos de Charles M. Schulz, Peanuts, também o incluiu cantando a música-título. McKuen também ganhou menção na tira de Peanuts datada de 3 de outubro de 1969, na qual Sally Brown expressa sua frustração por ter sido enviada à sala do diretor para uma explosão na aula de arte, opinando que Pablo Picasso e Rod McKuen certamente devem ter tido problemas para desenhar pernas de vaca quando eram jovens.
Em 1967, McKuen começou a colaborar com a arranjadora Anita Kerr e o San Sebastian Strings para uma série de álbuns apresentando a poesia de McKuen recitada sobre a música ambiente de Kerr, incluindo The Sea (1967), The Earth (1967), The Sky (1968), Home to the Sea (1969), For Lovers (1969), e The Soft Sea (1970). Jesse Pearson foi o narrador de The Sea e seus sucessores Home to the Sea e The Soft Sea, enquanto a maioria dos outros álbuns da série tiveram McKuen narrando. Em 1969, Frank Sinatra encomendou um álbum inteiro de poemas e canções de McKuen; arranjado por Don Costa, foi lançado sob o título A Man Alone: The Words and Music of Rod McKuen. O álbum trazia a música "Love's Been Good to Me", que se tornou uma das canções mais conhecidas de McKuen.
McKuen se apresentou solo em um especial de meia hora transmitido pela NBC em 10 de maio de 1969. O programa, anunciado como o "primeiro especial de televisão" de McKuen, apresentava as canções "The Loner", "The World I Used to Know", "The Complete Madame Butterfly", "I've Been to Town", "Kaleidoscope", "Stanyan Street", "Lonesome Cities", "Listen to the Warm", "Trashy", e "Merci Beaucoup". Foi produzido por Lee Mendelson, produtor dos especiais Peanuts, e dirigido por Marty Pasetta. James Trittipo projetou um cenário que "evocava as estacas à beira-mar" e Arthur Greenslade conduziu a orquestra. Em 1971, ele apresentou uma série, The Rod McKuen Show, na televisão BBC no Reino Unido. A composição indicada ao Oscar de McKuen, "Jean", cantada por Oliver , alcançou o primeiro lugar em 1969 na parada Billboard Adult Contemporary e permaneceu lá por quatro semanas. Em 1971, sua canção "I Think of You" foi um grande sucesso para Perry Como. Outras composições populares de McKuen incluem "The World I Used to Know", "Rock Gently", "Doesn't Anybody Know My Name", "The Importance of the Rose", "Without a Worry in the World", e "Soldiers Who Want to Be Heroes".
Em 1971, McKuen tornou-se popular na Holanda, onde os singles "Soldiers Who Want to Be Heroes" e "Without a Worry in the World" alcançaram o primeiro lugar nas paradas, assim como o álbum Greatest Hits, Vol. 3. Todos os três discos lhe renderam discos de ouro; em 1971 foi eleito o artista mais popular da Holanda pelo público da Rádio Veronica.
Durante a década de 1970, McKuen começou a compor composições orquestrais em grande escala, escrevendo uma série de concertos, suítes, sinfonias e peças de câmara para orquestra. Ele continuou publicando um fluxo constante de livros de poesia ao longo da década. Em 1977, ele publicou Finding My Father, uma crônica de sua busca por informações sobre seu pai biológico. O livro e sua publicidade ajudaram a tornar essas informações mais facilmente disponíveis para crianças adotadas. Ele também continuou a gravar, lançando álbuns como New Ballads (1970), Pastorale (1971) e o country-rock McKuen Country (1976).
McKuen continuou a realizar concertos em todo o mundo e apareceu regularmente no Carnegie Hall de Nova Iorque durante a década de 1970, fazendo aparições esporádicas até o início dos anos 2000.

## Anos posteriores
Em 1973, aos quarenta anos, McKuen mudou radicalmente sua aparência externa: não descoloriu mais o cabelo e deixou crescer a barba.
McKuen se aposentou das apresentações ao vivo em 1981. No ano seguinte, ele foi diagnosticado com depressão clínica, contra a qual lutou durante grande parte da década seguinte. Ele continuou a escrever poesia, no entanto, e fez aparições como dublador em A Pequena Sereia e em sua série de TV spin-off, bem como na série de TV The Critic.
2001 viu a publicação de A Safe Place to Land, de McKuen, que contém 160 páginas de novas poesias. Durante 10 anos ele deu um concerto anual de aniversário no Carnegie Hall ou no Lincoln Center. Ele lançou o CD duplo The Platinum Collection e estava remasterizando todas as suas gravações da RCA e Warner Bros. para lançamento em caixas de CD. Além de suas atividades artísticas, ele foi presidente executivo do American Guild of Variety Artists (AGVA), cargo que ocupou por mais tempo do que qualquer outro homem ou mulher eleito para o cargo.
McKuen morava em Beverly Hills, Califórnia, com seu parceiro Edward Habib, a quem ele chamava de "irmão", e quatro gatos em uma grande casa espanhola construída em 1928, que abrigava uma das maiores coleções de discos particulares do mundo. Ele morreu de parada respiratória, resultado de pneumonia, em um hospital em Beverly Hills, Califórnia, em 29 de janeiro de 2015.

## Ativismo LGBT
McKuen nunca se identificou publicamente com uma orientação sexual específica, embora tenha descrito sua sexualidade dizendo: "Não consigo imaginar escolher um sexo em vez do outro, isso é muito limitante. Não posso nem dizer honestamente que tenho uma preferência". Ele foi ativo no movimento pelos direitos LGBT e, já na década de 1950, foi um membro importante do capítulo de São Francisco da Sociedade Mattachine, uma das primeiras organizações de defesa LGBT do país.
A capa do álbum Slide... Easy In de McKuen, de 1977, apresentava uma foto do braço do popular ator adulto gay Bruno segurando um punhado de gordura vegetal; a lata era um pastiche de Crisco - então amplamente usado por gays como lubrificante sexual - com o rótulo dizendo "Disco". Naquele mesmo ano, McKuen se manifestou contra a cantora Anita Bryant e sua campanha "Save Our Children" para revogar uma lei antidiscriminação em Miami, marcando Bryant com o apelido de "Ginny Orangeseed", e também incluindo uma música no Slide... Easy No título "Don't Drink the Orange Juice", referindo-se à fama de Bryant como vendedora comercial da Florida Citrus Commission. Ele frequentemente fazia apresentações beneficentes para ajudar organizações de direitos LGBT e para financiar pesquisas sobre a AIDS.

## Crítica
Apesar do seu apelo popular, o trabalho de McKuen nunca foi levado a sério pelos críticos ou acadêmicos. Michael Baers observado na St. James Encyclopedia of Popular Culture da Gale Research que "ao longo dos anos, seus livros atraíram críticas uniformemente desagradáveis. Na verdade, a crítica à sua poesia é uniformemente injuriosa ..." Em um obituário do The Washington Post, Matt Schudel sugere que o sucesso comercial de McKuen gerou uma reação negativa por parte da comunidade literária. O próprio McKuen brincou que "O pecado mais imperdoável do mundo é ser um poeta best-seller".
Frank W. Hoffmann, em Arts and Entertainment Fads, descreveu a poesia de McKuen como "feita sob medida para a década de 1960... poesia com um verso que arrastava cadências country de uma linha disforme para outra, carregando a inocência rústica de um Carl Sandburg engrossado pelo melaço de um homem que preferiu embelezar o mundo antes de descrevê-lo".
O filósofo e crítico social Robert C. Solomon descreveu a poesia de McKuen como "doce kitsch", e, no auge de sua popularidade em 1969, a revista Newsweek o chamou de "o Rei do Kitsch".
A escritora e crítica literária Nora Ephron disse: "[P]ou na maior parte, os poemas de McKuen são superficiais, banais e frequentemente bobos." poeta laureado americano e vencedor do Prêmio Pulitzer Karl Shapiro, vencedor, disse: "É irrelevante falar de McKuen como um poeta. Sua poesia nem é lixo."
Em uma entrevista do Chicago Tribune com McKuen em 2001, enquanto ele estava "testando as águas" para uma turnê de retorno, a crítica cultural vencedora do Prêmio Pulitzer, Julia Keller afirmou que "milhões de outras pessoas o detestaram [...] achando seu trabalho tão sentimental e bajulador que faz com que os pronunciamentos de Kathie Lee Gifford soem como Susan Sontag, "e que seu trabalho" deixa muitas pessoas malucas. Eles acham isso bobo e piegas, o tipo de schmaltz pegajoso que não passaria em uma aula de redação criativa para calouros", ao afirmar que "as massas o comeram com uma colher, enquanto os críticos literários intelectuais o assaram no espeto". Ela observou que o terceiro show de sua turnê já havia sido cancelado devido à lenta venda de ingressos.
Em maio de 2019, a Backbeat Books publicou A Voice of the Warm: The Life of Rod McKuen, de Barry Alfonso. Esta foi a primeira biografia detalhada de McKuen. Em sua introdução ao livro, o cantor e historiador musical Michael Feinstein escreveu que a vida e o trabalho de McKuen ocuparam um lugar significativo na cultura pop: "[McKuen] sabia como criar algo que fizesse um leitor ou ouvinte dizer: 'Esse sou eu.' Como o de Gershwin, seu trabalho é um documento da época em que foi criado. Mas o que ele fez também transcende essa época e ainda fala fundamentalmente das coisas que são importantes para as pessoas: o romance, os relacionamentos, a condição humana. Essas coisas não mudam. Ele usou o vernáculo de sua época para atingir o público mais amplo. Mas, na sua essência, o seu trabalho ainda é válido e, penso eu, intemporal. "

### Poesia
- And Autumn Came (Pageant Press, 1954)
- Stanyan Street & Other Sorrows (Stanyan Music, 1966)
- Listen to the Warm (Random House, 1967)
- Lonesome Cities (Random House, 1968)
- And Autumn Came (Revised Edition) (Cheval Books, 1969)
- In Someone's Shadow (Cheval Books/Random House, 1969)
- Twelve Years of Christmas (Cheval Books/Random House, 1969)
- Caught in the Quiet (Stanyan Books, 1970)
- Fields of Wonder (Cheval Books/Random House, 1971)
- The Carols of Christmas (Cheval Books/Random House, 1971)
- And to Each Season (Simon & Schuster, 1972)
- Moment to Moment (Cheval Books, 1972)
- Come to Me in Silence (Simon & Schuster, 1973)
- Moment to Moment (Revised Edition) (Simon & Schuster, 1974)
- Beyond the Boardwalk (Cheval Books, 1975)
- Celebrations of the Heart (Simon & Schuster, 1975)
- The Sea Around Me... (Simon & Schuster, 1975)
- Coming Close to the Earth (Simon & Schuster, 1978)
- We Touch the Sky (Simon & Schuster, 1979)
- The Power Bright and Shining (Simon & Schuster, 1980)
- A Book of Days (Harper & Row, 1980)
- The Beautiful Strangers (Simon & Schuster, 1981)
- Book of Days and a Month of Sundays (Harper & Row, 1981)
- The Sound of Solitude (Harper & Row, 1983)
- Suspension Bridge (Harper & Row, 1984)
- Intervals (Harper & Row/Cheval Books, 1986)
- Valentines (Harper & Row/Cheval Books, 1986)
- A Safe Place to Land (Cheval Books, 2001)
- Rusting in the Rain (Cheval Books, 2004)

### Letras
- The Songs of Rod McKuen (Cheval Books, 1969)
- With Love (Stanyan Books, 1970)
- New Ballads (Stanyan Books, 1970)
- Pastorale (Stanyan Books, 1971)
- The Carols Christmas (Cheval/Random House, 1971)
- Grand Tour (Stanyan Books, 1972)

### Prosa
- Finding My Father (Coward, McCann & Geoghegan, 1976)
- An Outstretched Hand (Cheval Books/Harper & Row, 1980)

### Brochuras originais
- Seasons in the Sun (Pocket Books, 1974)
- Alone (Pocket Books, 1975)
- Hand in Hand (Pocket Books, 1977)
- Finding My Father (Cheval Books/Berkeley Books, 1977)
- Love's Been Good to Me (Pocket Books, 1979)
- Looking for a Friend (Pocket Books, 1980)
- Too Many Midnights (Pocket Books, 1981)
- Watch for the Wind (Pocket Books, 1983)